# Austrolimnophila (Austrolimnophila) neuquenensis
Austrolimnophila (Austrolimnophila) neuquenensis is een tweevleugelige uit de familie steltmuggen (Limoniidae). De soort komt voor in het Neotropisch gebied.